# Kamimura Hikonojō
Det här är en artikel om en person med japanskt personnamn; Kamimura är familjenamnet.

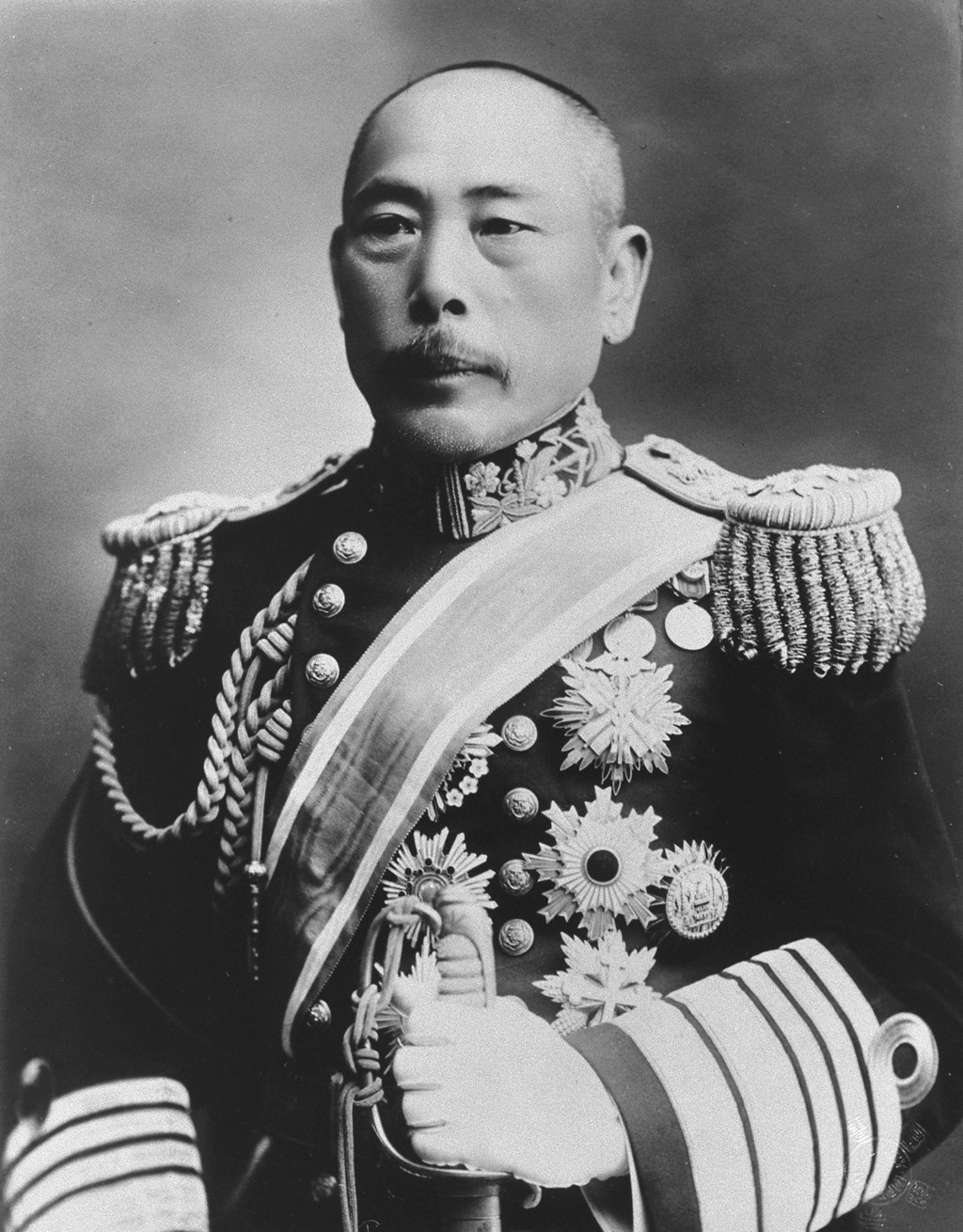
Kamimura Hikonojō.

Kamimura Hikonojō, född 1 maj Kaei 2, motsvarande 20 juni 1849, död 8 augusti 1916, var en japansk sjömilitär.
Kamimura Hikonojō inträdde 1871 vid marinen, blev 1899 konteramiral och 1910 amiral. Under rysk–japanska kriget förde han befälet över 2:a eskadern, deltog i blockaden av Port Arthur och lyckades den 14 augusti 1904 i Koreasundet sänka den ryska pansarkryssaren Rurik. I slaget vid Tsushima den 27–28 maj 1905 bidrog han i hög grad till den för japanerna lyckliga utgången av slaget.